# Válka o chorvatsko-uherskou korunu v roce 1440
Válka o chorvatsko-uherskou korunu, nebo také chorvatsko-uherská občanská válka v roce 1440 byla občanská válka v chorvatsko-uherském království. 

## Okolnosti
Od prvních dnů po své korunovaci narážel mladý polský král Vladislav I. Jagellonský na překážky ze strany šlechty i církve. 
V roce 1440 byla Vladislavovi nabídnuta chorvatsko-uherská koruna, ovšem její přijetí znamenalo řadu problémů spojených s osmanskou hrozbou. Navíc se vdova po posledním chorvatsko-uherském králi Albrechtovi II. Alžběta usilovala o udržení korunu pro své nenarozené dítě Ladislava V. Pohrobka.
Vladislav I. se rozhodl riziko podstoupit a přijal chorvatsko-uherskou korunu. Počáteční diplomatické neshody se zvrhly v otevřený ozbrojený konflikt, který trval dva roky. Mezi příznivci Vladislava I. patřil papež Evžen IV., který mu poskytl silnou podporu výměnou za pomoc při organizování křížové výpravy proti Turkům. 
Chorvatský bán Matko Talovac přijal Vladislava I. v chorvatských zemích. Téměř jedinými mocnými lidmi, kteří zůstali na straně královny Alžběty, byli Oldřich II. Celjský a Jan Jiskra z Brandýsa. Alžběta jmenovala mačvanského bána Ladislava IV. Garajského, aby shromáždil armádu, ta však byla poražena ve střetu s Janem Hunyadim. 

## Důsledky
Již v roce 1441 Turci napadli provincie mezi Sávou a Drávou. Po stabilizaci situace v Chorvatsku a Uhrách zahájil král Vladislav v letech 1443 a 1444 dvouletou válku proti Osmanské říši, čímž prolomil dohodnuté desetileté příměří. Král Vladislav I. zemřel v bitvě u Varny 10. listopadu 1444.